# 元吉瑞枝
元吉瑞枝（もとよし みずえ、1944年3月 - ）は、日本のドイツ文学者、熊本県立大学名誉教授。

## 経歴
石川県小松市に生まれる。1962年石川県立小松高等学校卒業、東京大学教養学部文科Ⅲ類入学。66年文学部ドイツ文学科卒業。68年同大学院人文科学研究科修士課程修了、熊本女子大学助手。講師、助教授、95年熊本県立大学教授。2004-06年文学部長、2009年定年退職、名誉教授。
＜海外・国内留学＞
- 1987年9月 文部省在外研究員として、ドイツ連邦共和国（西ドイツ）、ルール大学ボッフムに留学（1988年8月まで）。
- 1998年9月 ドイツ・マインツのグーテンベルク大学及びルール大学・ボッフムに県費留学（1999年3月まで）。

＜所属学会・協会＞
- 日本独文学会
- オーストリア文学研究会
- 日本ゲオルク・ビュヒナー協会
- 石川日独協会[1]

## 文学活動
第17次新思潮同人

## 共著
- Gabriele Stumpp 共著『強い女たちのメルヘン』同学社　1993年

### 翻訳
- ペーター・ハントケ 『空爆下のユーゴスラビアで 涙の下から問いかける』同学社  2001年[2]
- ペーター・ハントケ『涙の下から問いかけて』熊本県立大学文学部研究叢書 2001
- ペーター・ハントケ『幸せではないが、もういい』 同学社  2002年